# Le Vampire de Ropraz
Le Vampire de Ropraz est un roman de Jacques Chessex, publié en 2007 chez Grasset. Le texte s'inspire d'un fait divers. Le livre a reçu le Grand prix Jean Giono la même année.

## Résumé
À Ropraz, dans le Jorat vaudois, en 1903, la jeune Rosa , âgée de vingt ans, fille d'un notable meurt d'une méningite. Un matin, on trouve le couvercle du cercueil soulevé, le corps de la jeune fille profané, les membres en partie dévorés. Stupéfaction des villages alentour, retour des superstitions, hantise du vampirisme, chacun épiant l'autre au cœur de l'hiver. Puis, à Carrouge et à Ferlens, deux autres profanations sont commises. Il faut désormais un coupable. Ce sera le nommé Charles-Augustin Favez, un garçon de ferme « aux yeux rougis », qu'on a surpris à l'étable. Condamné, emprisonné, soumis à des traitements psychiatriques, on perd sa trace en 1915. Jouant sur cette date de disparition, Chessex imagine (pp 107-110) une rencontre fictive entre Favez et l'écrivain Blaise Cendrars, lui même hospitalisé à cette époque à l'hôpital militaire de Sceaux dans les suites de son amputation de l'avant-bras droit. Favez aurait été (selon Chessex) la source d'inspiration de Cendrars pour le personnage de Moravagine qui semble atteint de psychose.